# Cordia subcordata
Cordia subcordata és una espècie d'arbre que pertany a la família Boraginaceae, i és oriünd de l'est d'Àfrica, sud i sud-est d'Àsia, nord d'Austràlia i les illes del Pacífic.

## Descripció
C. subcordata assoleix una grandària de 7-10 m d'alçària en la maduresa, i pot arribar als 15 m. Té fulles ovalades que fan 8-20 cm de llarg per 5-13 cm d'ample. Les flors són tubulars de 2,5-4 cm de diàmetre i formen cims o panícules. Els pètals són de color taronja i els sèpals verd pàl·lids. La floració es produeix al llarg de l'any, però la majoria de les flors surten a la primavera. Té fruita tot l'any: és esfèrica, de 2-3 cm de llarg i, quan madura, llenyosa. Cada fruita conté quatre o menys llavors que fan 10-13 mm de llarg: són flotants i poden ser portades a llarga distància pels corrents oceànics.

### Hàbitat
C. subcordata és un arbre de les costes; es troba en altituds des del nivell del mar fins als 30 m d'altitud; pot arribar, però, fins als 150 m. Creix en zones que reben 1.000-4.000 mm de precipitació anual. C. subcordata prefereix sòls neutres a alcalins (pH de 6/1 a 7/4), com els procedents de basalt, pedra calcària, argila o sorra.

## Usos
Les llavors són comestibles i s'han menjat durant les fams. C. subcordata crema fàcilment, i això li ha reportat el sobrenom d'arbre querosé a Papua Nova Guinea. La fusta de l'arbre té una gravetat específica de 0,45: és suau, duradora, fàcil de treballar, i resistent als tèrmits. En l'antiga Hawái la fusta s'utilitzava per fer bols, utensilis i grans carabasses, ja que no dona mal sabor als aliments. Aquests bols eren de 8-16 litres i s'empraven per a emmagatzemar i fermentar el poi. Les flors s'utilitzaven per a fer lei, i de les fulles s'extreia un tint.

## Taxonomia
Cordia subcordata fou descrita per Jean-Baptiste Lamarck en Tableau Encyclopédique et Methodique ... Botanique 1: 421. 1792.
Sinonímia

- Cordia banalo Blanco
- Cordia campanulata Roxb.
- Cordia hexandra Willd. exRoem. & Schult.
- Cordia ignota Blanco
- Cordia orientalis R.br.
- Cordia rumphii Blume
- Cordia sebestena G. Forst.
- Lithocardium subcordatum Kuntze
- Novella nigra Raf.[4]

## Galeria d'imatges

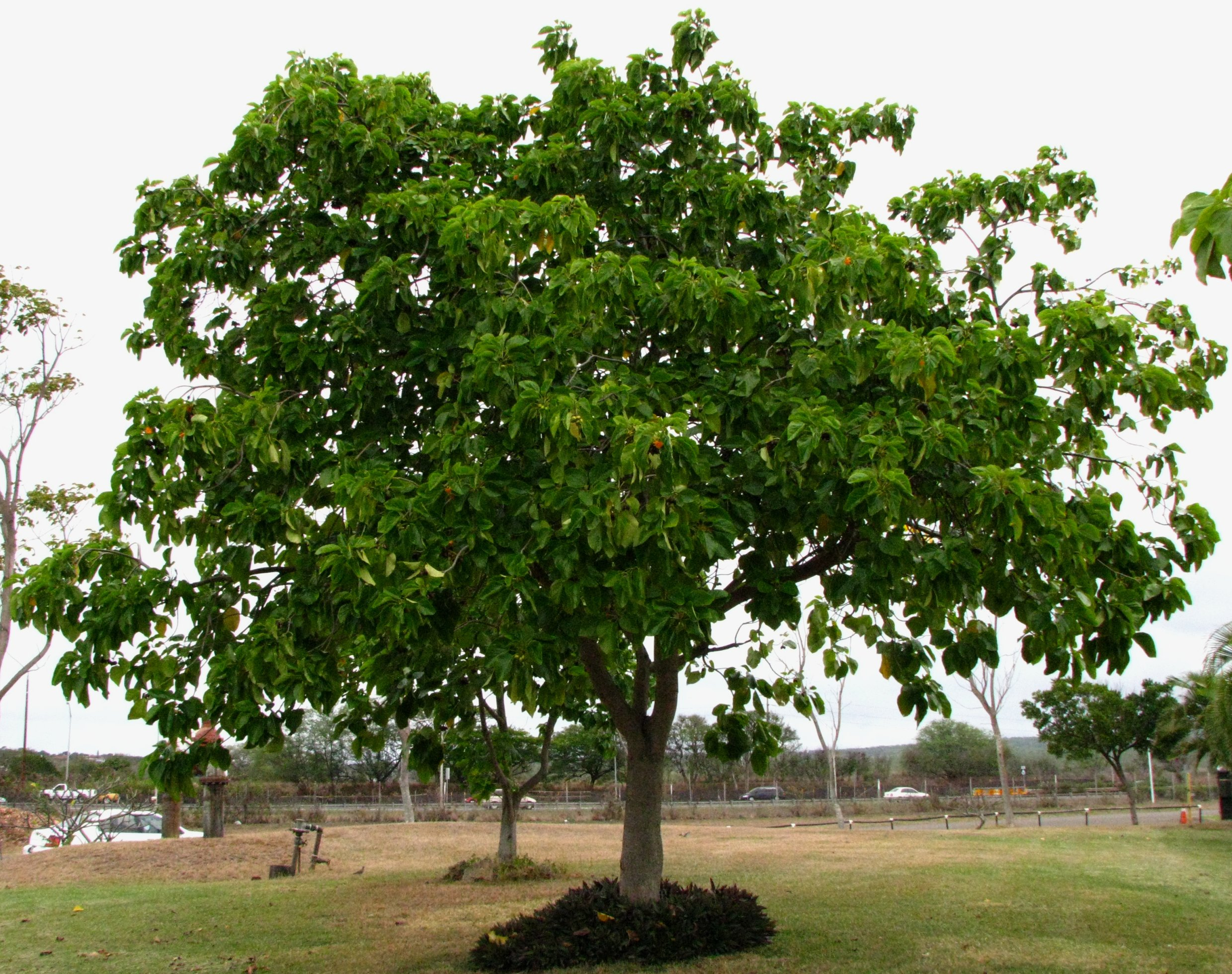
Vista de l'arbre
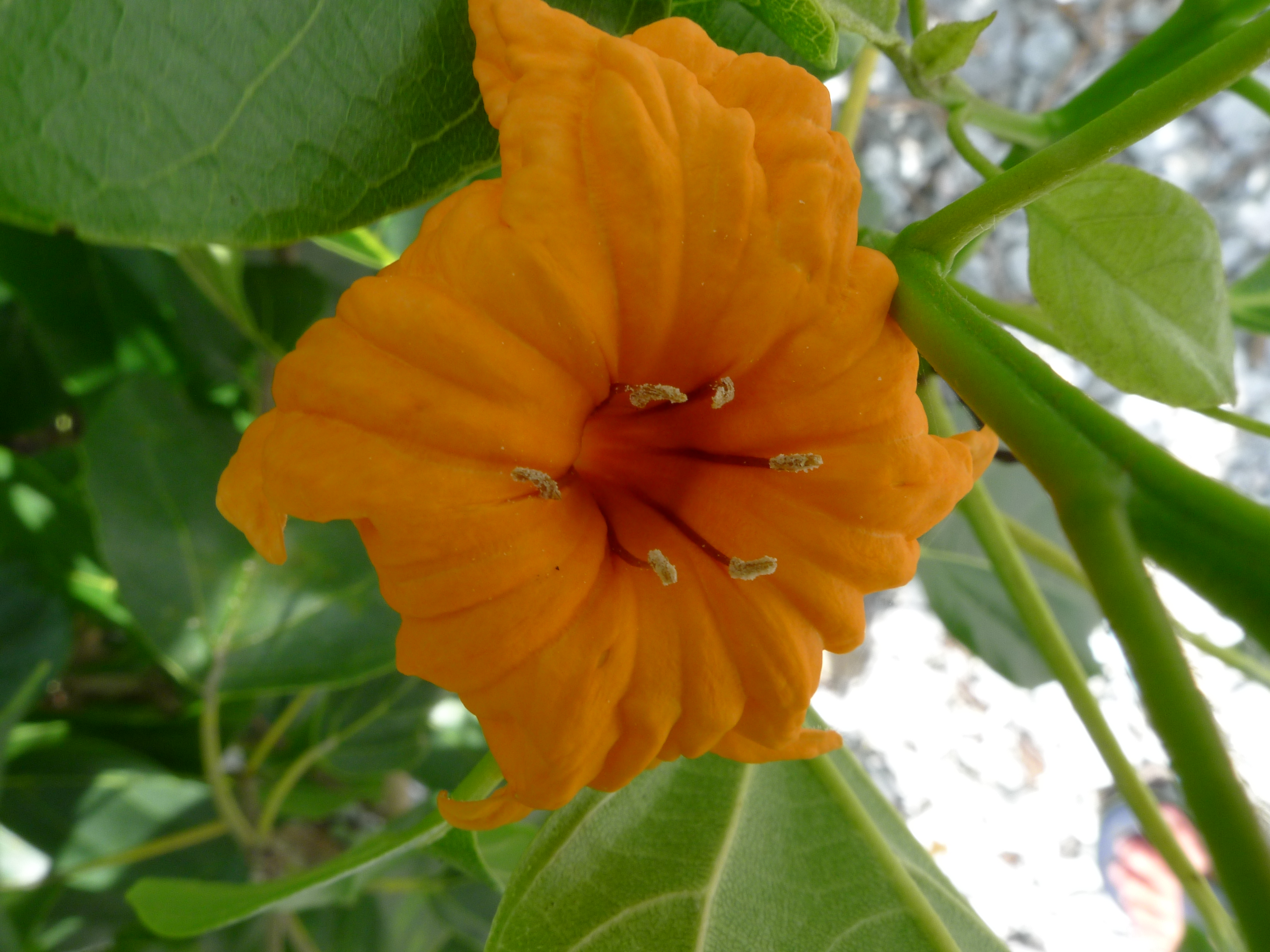
Detall de la flor
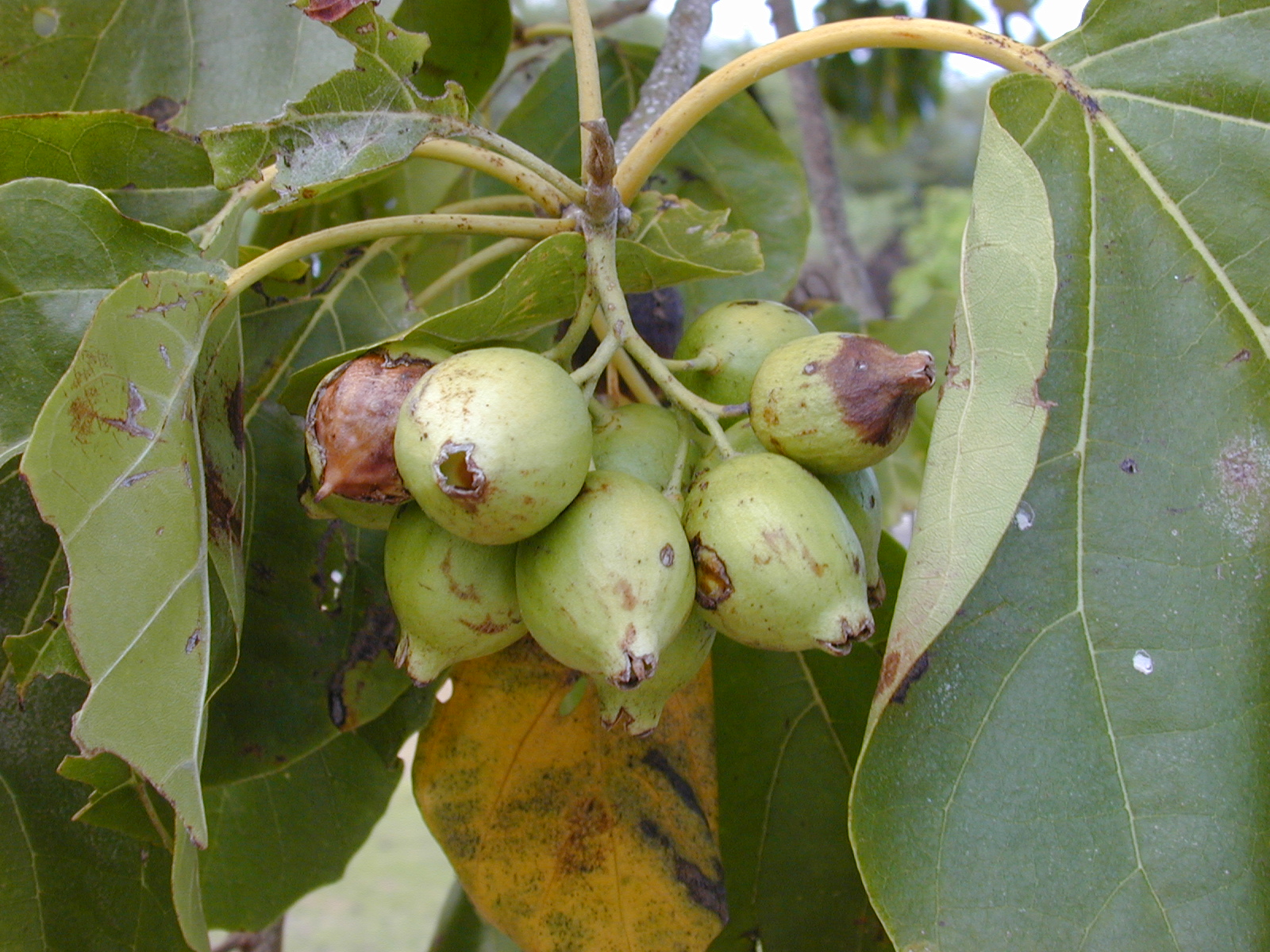
Fruits
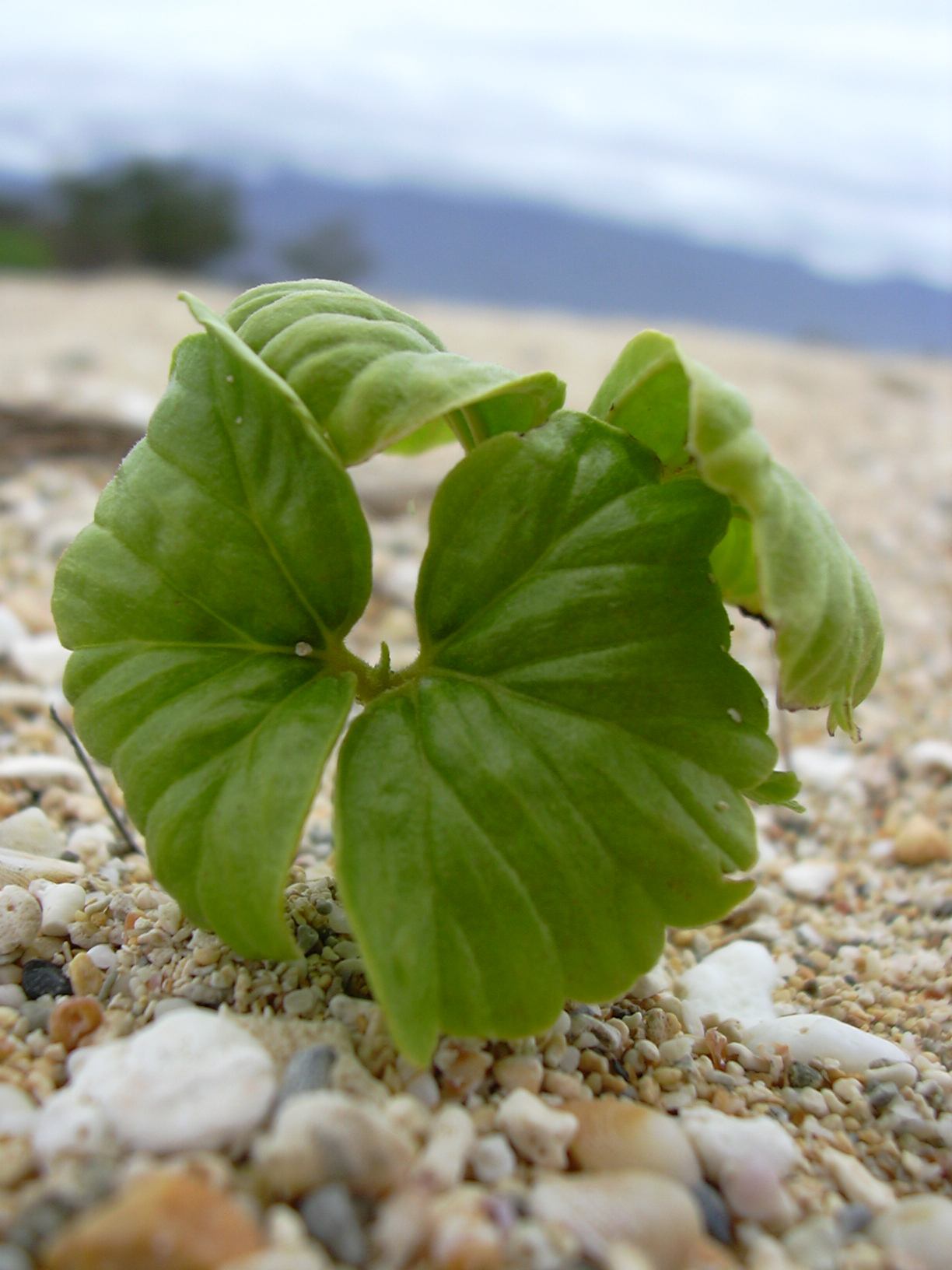
Fulles